# Aya Sumika
Aya Sumika Koenig, née le 22 août 1980 à Miami en Floride, est une actrice américaine.

## Biographie
Sa mère est d'origine japonaise alors que son père est européen.
Elle grandit à Seattle, dans l'État de Washington.
Elle participe en 2005 à un épisode de la série Newport Beach avant de décrocher en 2006 le rôle de l'agent Liz Warner dans la série Numb3rs.

## Filmographie
- 2004 : Bloodline : Lori
- 2004 : Hawaii : Linh Tamiya
- 2005 : Newport Beach (saison 2, épisode 19) : Erin
- 2006 : Introducing Lennie Rose : Stella
- 2006 - 2010 : Numb3rs : Agent Spécial Liz Warner